# Magnum Photos
Pour les articles homonymes, voir Magnum.
Magnum Photos est une agence de presse photographique créée le 22 mai 1947 à New York sous forme de société anonyme. Elle regroupe quelques-uns des plus grands photographes et photojournalistes du monde.
Fondée par Robert Capa, Henri Cartier-Bresson, George Rodger,  William Vandivert, David Seymour, en association avec Rita Vandivert et Maria Eisner, responsables de ses bureaux de Paris et New York, Magnum Photos fonctionne comme une coopérative sans en avoir légalement le statut juridique.
Elle a des bureaux à New York (s'occupant du continent américain), Londres (îles britanniques, Océanie, Afrique et une partie de l'Asie), Paris (Europe continentale) et Tokyo (Japon, Chine et Taïwan).

## Objectif
Son objectif était de permettre aux photographes de garder un contrôle total sur les droits de leurs photos.
Auparavant, les agences photographiques achetaient tous les droits sur les productions des photographes, une fois leurs droits vendus, ceux-ci n'avaient plus aucun contrôle sur l'utilisation de leurs photos. C'est principalement pour cette raison que Robert Capa, Henri Cartier-Bresson et leurs amis créèrent Magnum Photos.

## Procédure d'admission
Un photographe, s'il souhaite devenir membre de Magnum Photos, doit être « nommé » en présentant son travail et en obtenant 66 % des voix du jury. Il travaille alors sous la direction d'un photographe membre de Magnum Photos, durant une période d'essai de deux ans. À la fin de cette période, le photographe « nommé » peut devenir photographe associé. Il est alors employé à plein temps par la coopérative, sans en être encore sociétaire.
Après deux ans, il a la possibilité d'accéder au statut de membre à part entière et de devenir ainsi co-sociétaire. Mais il arrive qu'un photographe « nommé » ou associé ne parvienne pas au statut de membre.
Une réunion annuelle des membres a lieu tour à tour à Paris, Londres et New York. Elle dure quatre jours.
Lors de l’assemblée générale de juin 2022 de Magnum à New York, Cristina de Middel (en) a été élue présidente.

## Collection photographique
La collection photographique sur support papier américaine, contenant environ 180 000 clichés et couvrant la période allant de 1947 à 1998, est achetée en février 2010 par la société d'investissement MSD Capital avec l'argent de Michael Dell. L'accord de cette acquisition établit que c'est l'Université du Texas qui assure la diffusion publique de la collection, tandis que les droits de reproduction restent du ressort des photographes qui les ont prises. Le montant de la transaction n'est pas révélé, mais le fonds est estimé à « beaucoup plus de 100 millions » de dollars . 
En 2010, l'association Reporters sans frontières publie un album photographique des cent photos iconiques de l'agence Magnum.
Son ancien directeur François Hébel a également procédé à l'archivage numérique de la collection.

## Membres

### Membres actuels
Les dates qui suivent les noms des photographes correspondent à l'année de l'obtention de leur statut de membre.
- Myriam Boulos (nommé)
- Khalik Allah (nommé)
- Christopher Anderson (nommé 2005, associé 2007)
- Olivia Arthur (nommée 2008)
- Micha Bar-Am
- Jonas Bendiksen (2008)
- Zied Ben Romdhane (nommé)
- Nanna Heitmann (associée 2021)
- Ian Berry (1967)
- Enri Canaj (2017)
- Matt Black (2015)
- Chien-Chi Chang (2001)
- Sabiha Çimen (associée 2022)
- Antoine d'Agata (2008)
- Bruce Davidson (1959)
- Carl De Keyzer (1994)
- Raymond Depardon (1979)
- Bieke Depoorter (2016)
- Thomas Dworzak (2000)
- Nikos Economopoulos (1994)
- Elliott Erwitt (1954)
- Stuart Franklin (1990)
- Paul Fusco (1974)
- Jean Gaumy (1986)
- Cristina García Rodero (2009)
- Bruce Gilden (2002)
- Burt Glinn (1954)
- Maya Goded
- Jim Goldberg (2006)
- Harry Gruyaert (1986)
- Gregory Halpern (associé en 2018)[7]
- Thomas Hoepker (1989)
- David Hurn (1967)
- Richard Kalvar (1977)
- William Keo (nommé 2021)
- Josef Koudelka (1974)
- Hiroji Kubota (1989)
- Guy Le Querrec (1977)
- Alex Majoli (2001)
- Constantine Manos (1965)
- Yael Martínez (associé 2022)
- Steve McCurry (1993)
- Susan Meiselas (1980)
- Lorenzo Meloni ( 2015)
- Cristina de Middel (2022)
- Rafal Milach (associé)
- Emin Özmen (2022)
- Trent Parke (associé 2005)
- Martin Parr (1994)
- Paolo Pellegrin (2005)
- Gilles Peress (1974)
- Gueorgui Pinkhassov (1994)
- Mark Power (associé 2005)
- Raghu Rai
- Eli Reed (1988)
- Lua Ribeira (associé)
- Eugene Richards (1982)
- Miguel Rio Branco (associé 1980)
- Moises Saman (2010)
- Alessandra Sanguinetti (nommé 2007)
- Lise Sarfati (2001)
- Jérôme Sessini (nommé 2012)
- Ferdinando Scianna (1989)
- Marilyn Silverstone (1967)
- Jacob Aue Sobol (2012)
- Lindokuhle Sobekwa
- Alec Soth (associé 2006)
- Chris Steele-Perkins (1983)
- Mikhael Subotzky
- Newsha Tavakolian ( 2015)
- Larry Towell (1993)
- Peter van Agtmael ( 2008)
- Alex Webb (1979)
- Patrick Zachmann (1990)

### Membres décédés
Les dates qui suivent les noms des photographes correspondent à l'année de l'obtention de leur statut de membre.
- Abbas (1985)
- Eve Arnold (1957)
- Bruno Barbey (1968)
- Werner Bischof (1949)
- René Burri (1959)
- Cornell Capa (1954)
- Robert Capa (1947)
- Henri Cartier-Bresson (1947)
- Maria Eisner (1947)
- Martine Franck (1983)
- Leonard Freed (1972)
- Philip Jones Griffiths (1971), président de Magnum Photos pendant cinq ans à partir de 1980
- Ernst Haas (1949)
- Philippe Halsman
- Erich Hartmann (1954)
- Sergio Larrain (1961)
- Erich Lessing (1955)
- Herbert List
- Peter Marlow (1986)
- Wayne Miller (1958)
- Inge Morath (1955), Magnum Photos décerne chaque année un prix en son nom (Inge Morath Award)
- George Rodger (1947)
- David Seymour (1956)
- Jeanloup Sieff - passage rapide chez Magnum en 1958
- William Eugene Smith
- Dennis Stock (1951)
- Nicolas Tikhomiroff
- William Vandivert (1947)

### Anciens membres
- Ara Güler
- Charles Harbutt - président en 1980-1981, il quitte Magnum à cause selon lui des ambitions commerciales croissantes de l'agence et pour travailler sur des thèmes plus personnels.
- Mary Ellen Mark (1977) - devenue membre en 1977, elle quitte Magnum en 1982 pour travailler en indépendante ;
- James Nachtwey - membre de 1986 à 2001, il quitte Magnum pour fonder l'agence VII
- Jean Marquis, de 1953 à 1957[8].
- Marc Riboud - élu vice-président de Magnum en 1959, il en devient le président en 1975 jusqu'à son départ en 1979
- Sebastião Salgado - membre de 1979 à 1994, il quitte Magnum pour créer Amazonas Images, sa propre agence photo
- Burk Uzzle - membre de 1967 à 1983, il fut président de Magnum en 1979-1980
- John Vink - membre de 1997 à 2017

## Quelques expositions
- 2007 : Un monde en partage : sept regards de Magnum Photos pour les 20 ans de la Fondation Orange, photographies de Abbas, Martine Franck, Maya Goded, et al., à la Bibliothèque nationale de France, Paris, 6 novembre- 9 décembre 2007. Un ouvrage éponyme tiré de l'exposition, avec des textes d'Eric Reinhardt, est paru aux éditions Xavier Barral, 2007.